# Pourtalesia aurorae
Pourtalesia aurorae ist ein Vertreter der irregulären Seeigel aus der Familie Pourtalesiidae. Die benthische Art bewohnt die Weichsedimente in der Tiefsee und ist im Antarktischen Ozean in Meerestiefen zwischen 442 und 16000 m gefunden worden.

## Merkmale
Die Pourtalesiiden sind irreguläre Seeigel, die Tiere sind also sekundär bilateral-symmetrisch. Die erreichten eine Länge von 57 mm. Verglichen mit anderen Arten der Gattung, sind die Tiere relativ breit, sodass die Breite etwa 65 % der Länge des Tieres entspricht. Die Flanken sind stark konvex. Posterior läuft die Testa in ein kegelförmiges Rostrum aus, das von einer breiten Subanalfasziole umgeben wird. Die Oralseite ist glatt. Ein Plastronkiel fehlt.
Die für die meisten Seeigel typische Laterne des Aristoteles, die dem Aufnehmen und Zerkleinern von Nahrungspartikeln dienlich ist, fehlt diesen Tieren, wie auch bei den anderen Vertretern der Holasteroiden.

## Ökologie
Die Tiere sind Detritusfresser, die den aus oberen Wasserschichten herabsedimentierenden Meeresschnee verzehren. Sie fressen den Sedimentschlamm und filtern die für sie nutzbaren Nährstoffe heraus.